# جيرانو
جيرانو هي كومونا تقع في روما العاصمة، إيطاليا.